# Tom Brown of Culver
Pour plus de détails, voir Fiche technique et Distribution.
Tom Brown of Culver est un film américain réalisé par William Wyler, sorti en 1932.

## Synopsis
Un jeune homme, qui fréquente l'Académie militaire de Culver, est le fils unique d'un soldat décédé qui a remporté la médaille d'honneur du Congrès.

## Fiche technique
- Titre : Tom Brown of Culver
- Réalisation : William Wyler
- Scénario : George Green, Dale Van Every, Clarence Marks et Tom Buckingham
- Photographie : Charles J. Stumar
- Montage : Ted J. Kent et Frank Gross
- Société de production : Universal Pictures
- Pays d'origine : États-Unis
- Format : Noir et blanc - 1,37:1 - Mono
- Durée : 82 minutes
- Date de sortie : 1932

## Distribution
- Tom Brown : Tom Brown
- Slim Summerville : Elmer Whitman
- Richard Cromwell : Robert Randolph III
- H. B. Warner : Dr Brown
- Ben Alexander : Caporal John Clarke
- Andy Devine : Mac
- Russell Hopton : Dr de la légion
- Betty Blythe : Dolores Delight
- Sidney Toler : Major Wharton
- Willard Robertson : Capitaine White
- Tyrone Power : Donald MacKenzie
- Phil Dunham (non crédité)
- Frank Hagney (non crédité)
- Alan Ladd (non crédité)
- Eugene Pallette (non crédité)